# 의적 얀 더리흐터
《의적 얀 더리흐터》(네덜란드어: De Bende van Jan de Lichte)는 2020년 1월 처음 공개된 벨기에의 넷플릭스 오리지널 드라마이다. 루이 파울 본(Louis Paul Boon)의 동명 소설을 원작으로, 벨기에 알스트 지역에서 실제 활동했던 도적 얀 더리흐터(nl:Jan de Lichte)의 이야기를 다룬다. 2020년 1월 1일 전 에피소드가 공개되었다.

## 시놉시스
부자는 더 부유해지고, 빈민은 가난해지기만 하는 18세기 플랑드르. 의적 얀 더리흐터가 억압에 짓밟히고 소외된 자들을 이끌고 반란에 나선다.

## 출연진
- 마테오 시모니 - 얀 더리흐터
- 스테프 아르츠 - 팅커
- 샤를로트 티머르스 - 엘루아즈
- 아네모너 팔커 - 더스훈
- 릭 빌럼스 - 메이비스
- 이베인 세허르스 - 파헤넨더
- 톰 판디크 - 바뤼
- 릭 페르헤이어 - 니콜라이 판헬데르호더